# هانس سنوالد
هانس سنوالد (آلمانی: Hans Sennewald؛ زادهٔ ۱۲ سپتامبر ۱۹۶۱) قایقران روئینگ اهل آلمان بود.
وی در مسابقات کشوری و بین‌المللی در مجموع برندهٔ ۱ مدال طلا، ۴ مدال نقره، ۳ مدال برنز شده‌است.